# Bastilla analis
Bastilla analis là một loài bướm đêm thuộc họ Erebidae. Nó được tìm thấy ở Ấn Độ, Sri Lanka, Miến Điện và Trung Quốc.
Ấu trùng ăn các loài Phyllanthus.